# Mulga (Alabama)
Mulga város az USA Alabama államában, Jefferson megyében. Lakosainak száma 784 fő (2020. április 1.).

## Népesség
A település népességének változása:

| 2010 | 836 |
| 2020 | 784 |